# ゲルヒスハイム
ゲルヒスハイム (ドイツ語: Gelchsheim) はドイツ連邦共和国バイエルン州ウンターフランケン地方のヴュルツブルク郡に属す市場町で、アウプ行政共同体を構成する市町村の一つである。

## 地理
ゲルヒスハイムはヴュルツブルク開発計画地区に位置する。

### 自治体の構成
この町は、公式には3つの地区 (Ort) からなる。いずれも小集落や孤立農場などではなく集落を形成している。
- ゲルヒスハイム
- エリンゲン
- オストハウゼン

## 歴史
ゲルヒスハイムが800年以上の歴史があることは明らかであるが、町の名前の付け方から考えるとそれよりもかなり古いと推測される。この市場町の創設はおそらくホーエンローエ家がガウの伯だった時代に遡る。一部は1219年にはすでにドイツ騎士団の所領となっていた。時代が経るに従い騎士団は領主権を拡大して行き、やがてアムト（地方行政官庁）所在地を築いた。この村は19世紀の初めまでは防衛施設を有し、ニュルンベルクからフランクフルト・アム・マインへ至る通商路にとってアウプとともに重要な関税・防衛都市であった。ゲルヒスハイムは、ドイツ騎士団総長がメルゲントハイムにあった時期には特に、ドイツ騎士団と密接な関係にあった。バイエルン大公は1805年から1806年にアムト・ゲルヒスハイムを掌握し、その後1809年にドイツ騎士団は廃止された。1810年に国境問題清算のためにトスカーナ大公フェルディナンド3世のヴュルツブルク大公国に移されたが、1814年には最終的にバイエルン王国領となった。

### 人口推移
- 1970年 974人
- 1987年 855人
- 2000年 917人

## 行政

### 首長
町長はローラント・ネート (Gelchsheimer Liste) である。

## 引用
1. ↑  https://www.statistikdaten.bayern.de/genesis/online?operation=result&code=12411-003r&leerzeilen=false&language=de Genesis-Online-Datenbank des Bayerischen Landesamtes für Statistik Tabelle 12411-003r Fortschreibung des Bevölkerungsstandes: Gemeinden, Stichtag (Einwohnerzahlen auf Grundlage des Zensus 2011)
2. ↑  Bayerische Landesbibliothek Online